# نود و دومین دوره جوایز اسکار
نود و دومین مراسم جوایز اسکار توسط آکادمی علوم و هنرهای سینما و برای انتخاب بهترین فیلم‌های سال ۲۰۱۹ در سالن تئاتر دالبی، هالیوود، لس آنجلس برگزار شد. این مراسم پس از یک‌دهه برگزاری در اواخر فوریه، امسال نهم فوریه ۲۰۲۰ برگزار شد. در این مراسم جوایز آکادمی اسکار (که با نام جوایز آکادمی نیز شناخته می‌شوند) در ۲۴ رشته اهدا می‌شوند. این مراسم در آمریکا به صورت زنده از شرکت پخش رسانه‌ای آمریکا (اِی‌بی‌سی) پخش می‌شود و تهیه‌کنندگان آن لینت هاول تیلور و استفانی الن بودند. با توجه به موفقیت اجرای بدون مجری نود و یکمین دوره جوایز اسکار در سال ۲۰۱۹، مراسم امسال نیز مجری نداشت.
از مراسم‌های مرتبط، یازدهمین دورهٔ مراسم جوایز گاورنر در سالن اجتماعات بزرگ مرکز هالیوود و های‌لند در ۲۷ اکتبر ۲۰۱۹ برگزار شد.
فیلم کره‌ای انگل به عنوان اولین فیلم غیر انگلیسی‌زبان تاریخ اسکار برنده جایزه بهترین فیلم شد. واکین فینیکس اولین جایزه اسکار خود را با بازی در فیلم جوکر دریافت کرد. برد پیت اولین جایزه اسکار خود را به دلیل بازی در فیلم روزی روزگاری در هالیوود دریافت کرد. رنی زلوگر دومین جایزه اسکار خود را دریافت کرد.

## برندگان و نامزدها

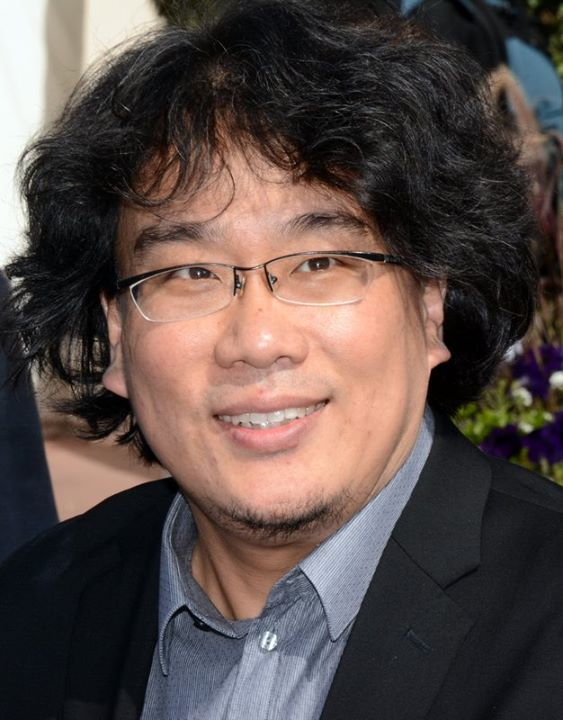
بونگ جون-هو، برنده بهترین فیلم، بهترین کارگردانی، بهترین فیلم‌نامه غیراقتباسی و بهترین فیلم بین‌المللی

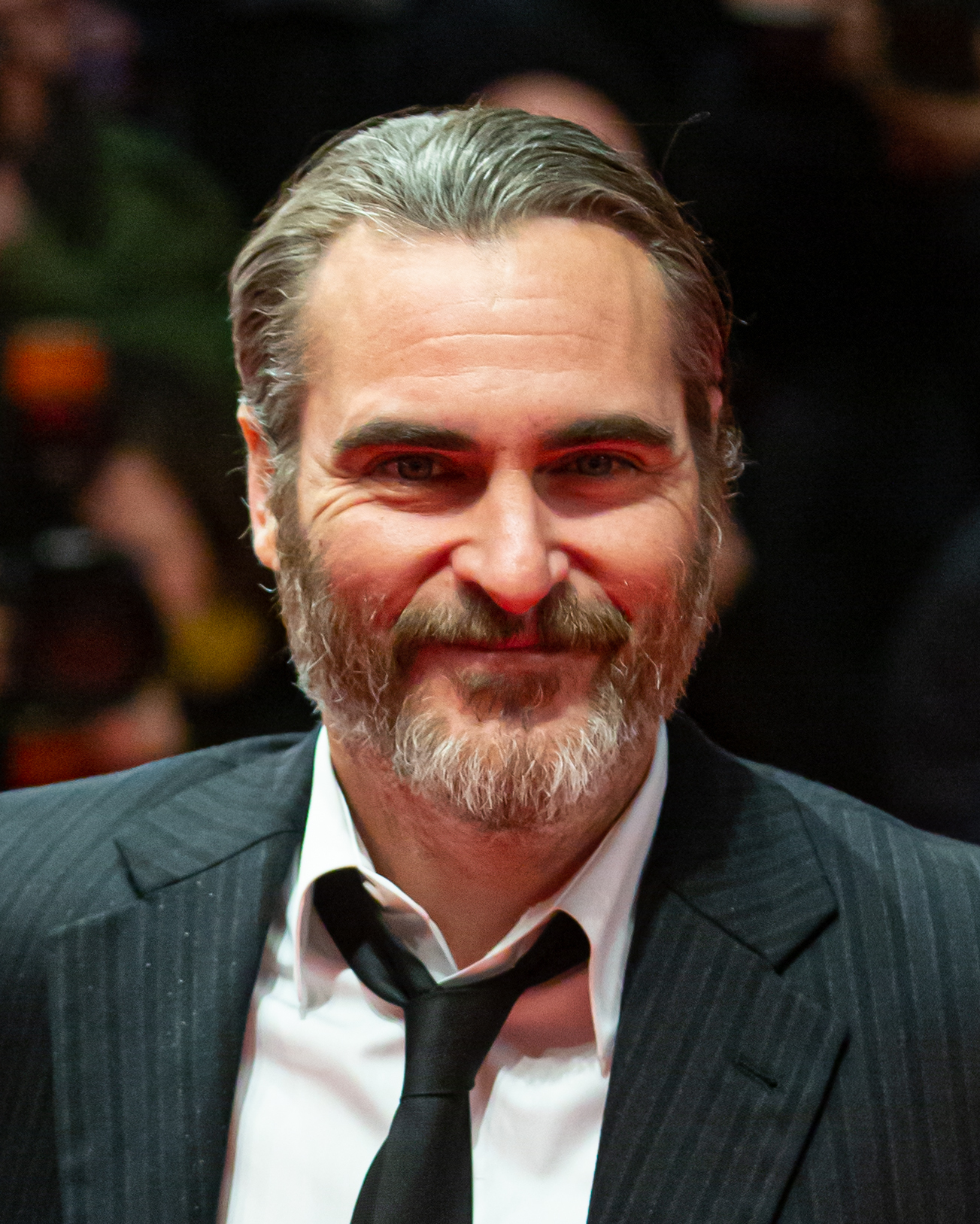
واکین فینیکس، برنده بهترین بازیگر مرد

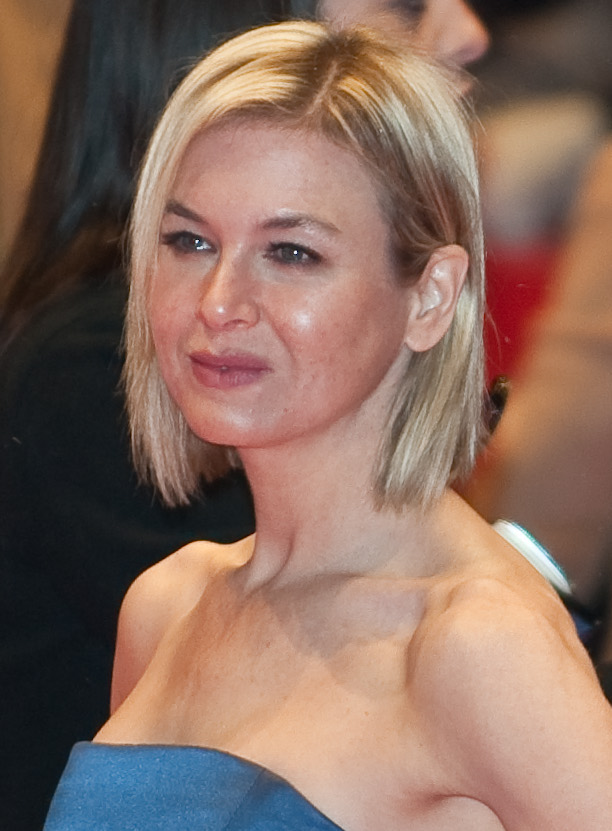
رنی زلوگر، برنده بهترین بازیگر زن

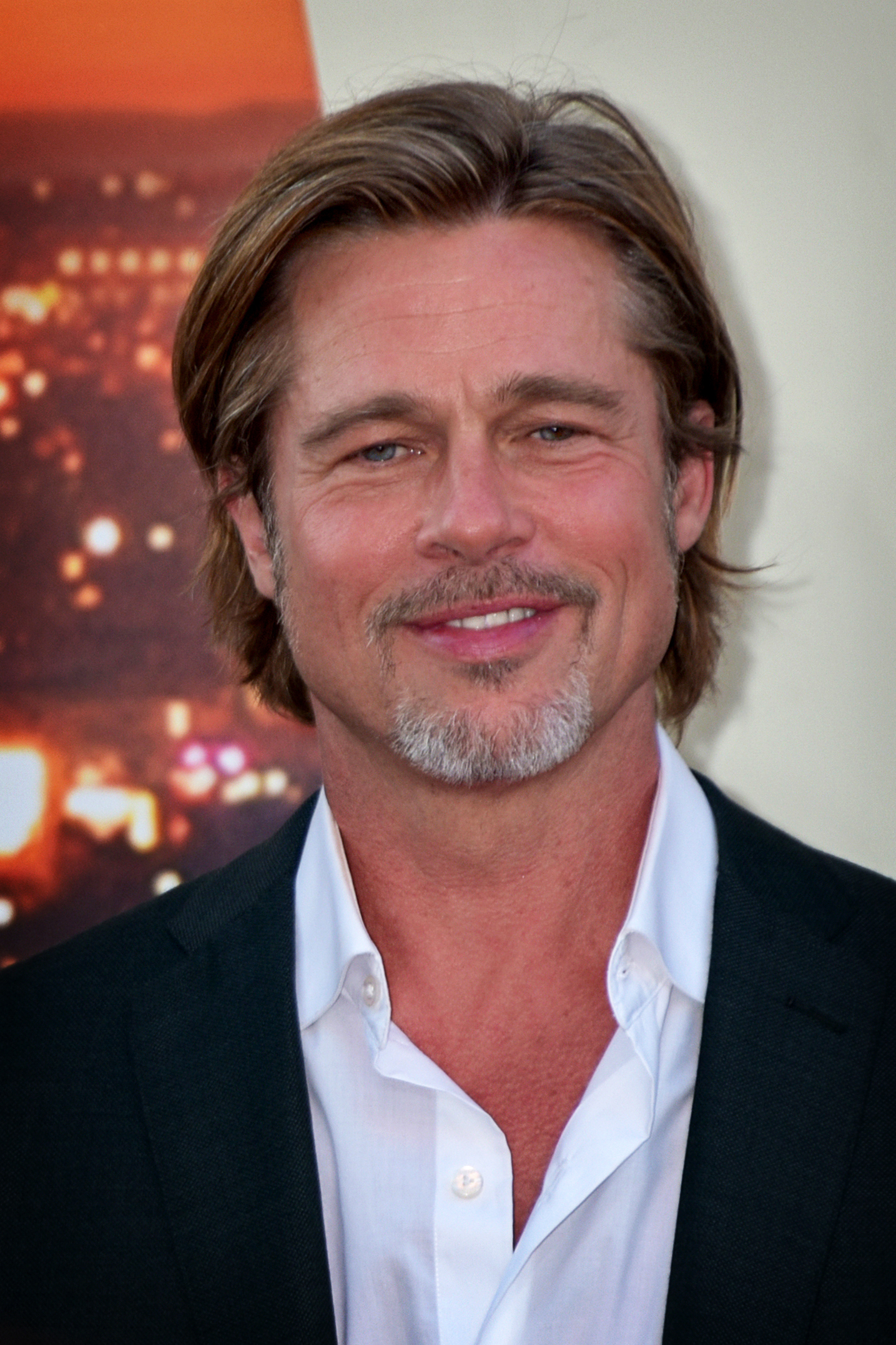
برد پیت، برنده بهترین بازیگر نقش مکمل مرد

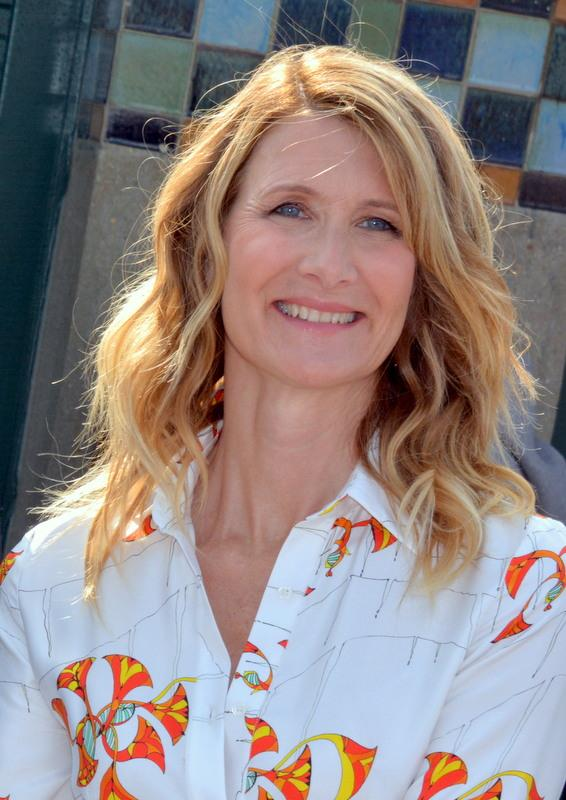
لورا درن، برنده بهترین بازیگر نقش مکمل زن

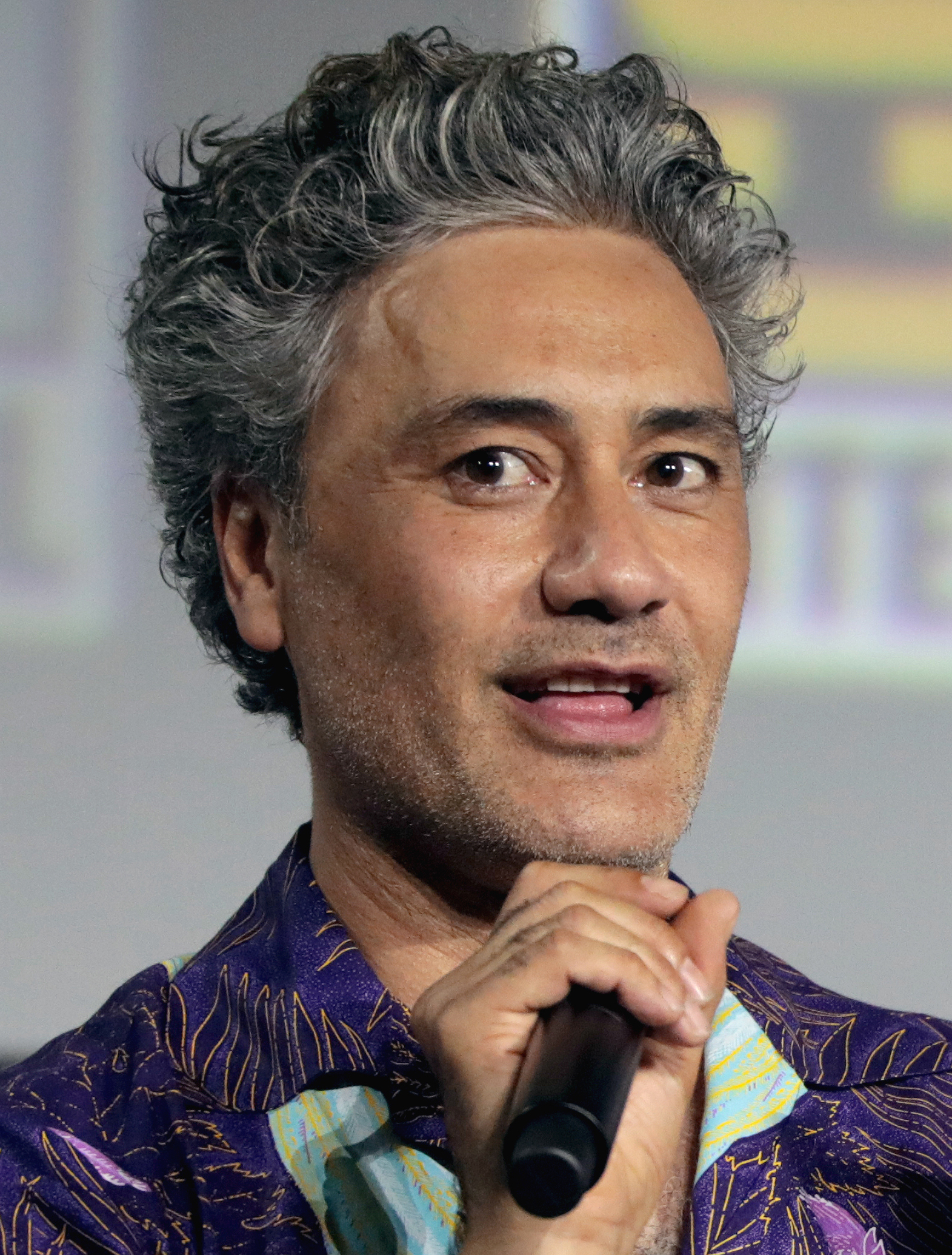
تایکا وایتیتی، برنده بهترین فیلم‌نامه اقتباسی

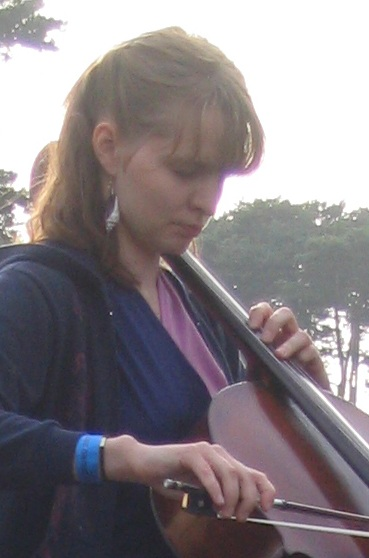
هیلدور گودنادوتیر، برنده بهترین موسیقی

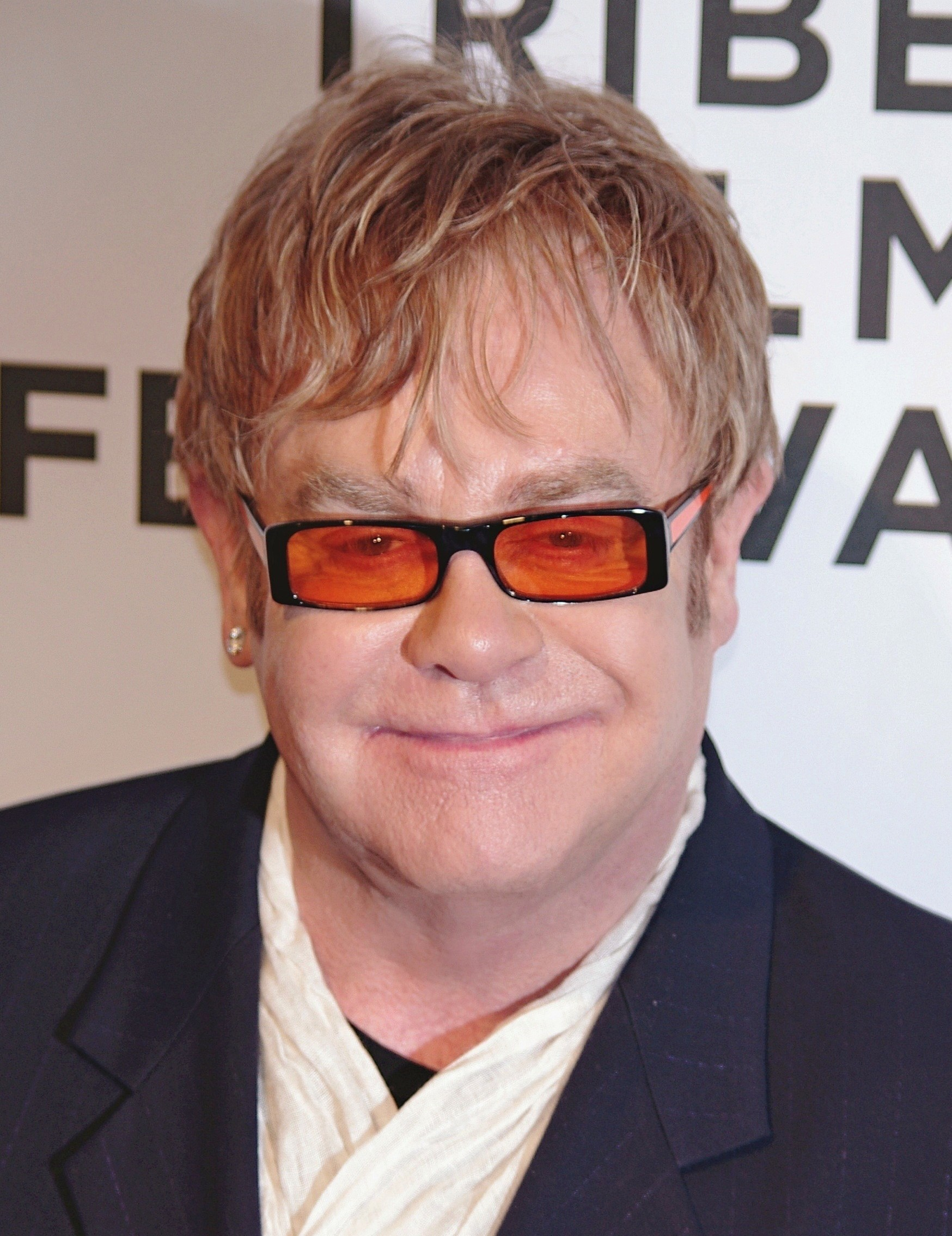
التون جان، برنده بهترین ترانه

نامزدهای نود و دومین دوره جوایز آکادمی در تاریخ ۱۳ ژانویه ۲۰۲۰ میلادی، در ساعت ۵:۱۸ قبل از ظهر به وقت پی.اس. تی (۱۳:۱۸ به وقت یوتی‌سی) در سالن تئاتر ساموئل گلدوین در بورلی هیلز کالیفرنیا، هم‌زمان با پخش زنده جهانی توسط آکادمی، اعلام شدند. مجریان این مراسم جان چو و ایزا راعی بودند.
با اعلام نامزدها، فیلم جوکر به کارگردانی تاد فیلیپس در یازده بخش (شامل بهترین فیلم، بهترین کارگردانی و بهترین بازیگر مرد) نامزد شد و توانست جایگاه اول از لحاظ تعدد نامزدی را ازآن خود کند. جوکر موفق شد به اولین فیلم اقتباس شده از شخصیت‌های دی‌سی تبدیل شود که نامزد بهترین فیلم شده‌است. همچنین رکورد شوالیه تاریکی را، که با ۸ نامزدی موفق‌ترین فیلم دی‌سی در جوایز آکادمی بود، شکست. از طرفی توانست رکورد بیشترین نامزدی برای یک فیلم ابرقهرمانی را نیز بشکند. در جایگاه دوم فیلم‌های مرد ایرلندی، ۱۹۱۷ و روزی روزگاری در هالیوود با ده نامزدی قرار گرفتند. که هر کدام در بخش‌های بهترین فیلم و بهترین کارگردانی نیز نامزد شده‌اند. در جایگاه سوم، چهار فیلم زنان کوچک، خرگوش جوجو، داستان ازدواج و انگل با شش نامزدی قرار گرفتند. این برای اولین بار است که فیلمی از کره جنوبی (انگل) موفق یه کسب نامزدی در بخش بهترین فیلم بین‌المللی می‌شود. این فیلم با توجه به استقبال گستردهٔ منتقدان، توانست در بخش‌های اصلی نیز (شامل بهترین فیلم و بهترین کارگردانی) نامزد دریافت جایزه شود. در میان استودیوهای فیلم‌سازی، نت‌فلیکس با کسب ۲۴ نامزدی در جایگاه نخست قرار دارد.
| بهترین فیلم - انگل – کواک سین-آئه و بونگ جون-هو - فورد در برابر فراری – پیتر چرنین، جنو تاپینگ و جیمز منگولد - مرد ایرلندی – مارتین اسکورسیزی، رابرت دنیرو، جین رزنتال و اما تیلینگر کوسکاف - خرگوش جوجو – کارتیو نیل و تایکا وایتیتی - جوکر – تاد فیلیپس، بردلی کوپر و اما تیلینگر کوسکاف - زنان کوچک – ایمی پاسکال - داستان ازدواج – نوآ بامباک و دیوید هیمن - ۱۹۱۷ – سم مندس، پیپا هریس، جین-آن تنگرن و کالوم مک‌دوگال - روزی روزگاری در هالیوود – دیوید هیمن، شانون مکینتاش و کوئنتین تارانتینو | بهترین کارگردانی - بونگ جون-هو – انگل - سم مندس – ۱۹۱۷ - تاد فیلیپس – جوکر - مارتین اسکورسیزی – مرد ایرلندی - کوئنتین تارانتینو – روزی روزگاری در هالیوود |
| بهترین بازیگر نقش اول مرد - واکین فینیکس – جوکر در نقش آرتور فلک / جوکر - آنتونیو باندراس – درد و شکوه در نقش سالوادور مالو - لئوناردو دی‌کاپریو – روزی روزگاری در هالیوود در نقش ریک دالتون - آدام درایور – داستان ازدواج در نقش چارلی باربر - جاناتان پرایس – دو پاپ در نقش پاپ فرانسیس | بهترین بازیگر نقش اول زن - رنی زلوگر – جودی در نقش جودی گارلند - سینتیا اریوو – هریت در نقش هریت تابمن - اسکارلت جوهانسون – داستان ازدواج در نقش نیکول باربر - سورشا رونان – زنان کوچک در نقش جوزفین "جو" مارچ - شارلیز ترون – بامب‌شل در نقش میگن کلی |
| بهترین بازیگر نقش مکمل مرد - برد پیت – روزی روزگاری در هالیوود در نقش کیف بوث - تام هنکس – روزی زیبا در محله در نقش فرد راجرز - آنتونی هاپکینز – دو پاپ در نقش پاپ بندیکت - آل پاچینو – مرد ایرلندی در نقش جیمی هوفا - جو پشی – مرد ایرلندی در نقش راسل بوفالینو | بهترین بازیگر نقش مکمل زن - لورا درن – داستان ازدواج در نقش نورا فنشا - کتی بیتس – ریچارد جول - در نقش باربارا "بابی" جول - اسکارلت جوهانسون – خرگوش جوجو در نقش رزی بتسلر - فلورنس پیو – زنان کوچک در نقش ایمی مارچ - مارگو رابی – بامب‌شل در نقش کایلا پوسپیسیل |
| بهترین فیلم‌نامه غیراقتباسی - انگل – بونگ جون-هو و هان جین-وون، قصه از بونگ جون-هو - چاقوکشی – ریان جانسون - داستان ازدواج – نوآ بامباک - ۱۹۱۷ - سم مندس و کریستی ویلسون-کرنز - روزی روزگاری در هالیوود – کوئنتین تارانتینو | بهترین فیلم‌نامه اقتباسی - خرگوش جوجو – تایکا وایتیتی بر اساس رمان آسمان قفس اثر کرستین لولنز - مرد ایرلندی – استیون زایلیان بر اساس کتاب شنیده‌ام خانه‌ها را رنگ می‌کنی اثر چارلز برنت - زنان کوچک – گرتا گرویگ براساس زنان کوچک اثر لوییزا می الکات - دو پاپ – آنتونی مک‌کارتن بر اساس نمایش‌نامه دو پاپ اثر آنتونی مک‌کارتن - جوکر – تاد فیلیپس و اسکات سیلور                                                                              |
| بهترین فیلم پویانمایی - داستان اسباب‌بازی ۴ – جاش کولی، یوناس ریورا و مارک نیلسن - چگونه اژدهای خود را تربیت کنیم: دنیای پنهان – دین دبلو، بانی آرنولد و برد لوئیس - بدنم را گم کردم – ژرمی کلاپین و مارک دو پونتاویک - کلاوس – سرجیو پابلوس، جینکو گوتو و ماریسا رومان - حلقه گمشده – کریس باتلر، آریان سوتنر و تراویس نایت | بهترین فیلم بین‌المللی - انگل (کره جنوبی) به زبان کره‌ای – کارگردان بونگ جون-هو - بینوایان (فرانسه) به زبان فرانسوی – کارگردان لاج لی - سرزمین عسل (مقدونیه شمالی) به زبان مقدونی – کارگردان تامارا کوتوسکا و لوبومیر استفانف - بدن مسیح (لهستان) به زبان لهستانی – کارگردان یان کوماسا - درد و شکوه (اسپانیا) به زبان اسپانیایی – کارگردان پدرو آلمودوار                                                                                |
| بهترین فیلم مستند - کارخانه آمریکایی – استفن بوگنار، جولیا ریچرت و جف ریچرت - غار – فراس فیاض، کریستین بارفود و سیگرید دیکیه - مرز دموکراسی – پترا کوستا، شوانا ناتاسگارا، شین بوریس و تیاگو پاوان - برای سماء – وعد الخطیب و ادوارد واتس - سرزمین عسل – لوبو استفانو، تامارا کوتوسکا و آتاناس گرگیو | بهترین فیلم مستند کوتاه - دختران اسکیت‌بورد افغانستان – کارول دیسینگر و النا آندریچوا - In the Absence – Yi Seung-Jun and Gary Byung-Seok Kam - Life Overtakes Me – John Haptas and Kristine Samuelson - St. Louis Superman – Smriti Mundhra and Sami Khan - Walk Run Cha-Cha – Laura Nix and Colette Sandstedt |
| بهترین فیلم کوتاه - پنجرهٔ همسایه – Marshall Curry - برادری – Meryam Joobeur and Maria Gracia Turgeon - باشگاه فوتبال نفتا – Yves Piat and Damien Megherbi - سیرا – Bryan Buckley and Matt Lefebvre - یک خواهر – Delphine Girard | بهترین پویانمایی کوتاه - Hair Love – متیو ای. چری و کارن روپرت تالیور - دکرا (دختر) – داریا کاشچیوا - Kitbull – روزانا سالیوان و کاترین هندریکسن - Memorable – برونو کوله و ژان-فرانسوا لی کور - Sister – سیگی سانگ |
| بهترین موسیقی فیلم - جوکر – هیلدور گودنادوتیر - زنان کوچک – الکساندر دسپلا - داستان ازدواج – رندی نیومن - ۱۹۱۷ – توماس نیومن - جنگ ستارگان: خیزش اسکای‌واکر – جان ویلیامز | جایزه اسکار بهترین ترانه - «(من می‌خوام) خودم را دوباره دوست بدارم» از راکت‌من – موسیقی از التون جان، ترانه از برنی تاپین - «نمی‌گذارم خودت را دور بیندازی» از داستان اسباب‌بازی ۴ – موسیقی و ترانه از رندی نیومن - «من کنارت ایستاده‌ام» از خط‌شکنی – موسیقی و ترانه از داین وارن - «در ناشناخته» از منجمد ۲ – موسیقی و ترانه از کریستن اندرسون-لوپز و رابرت لوپز - «بلند شو» از هریت – موسیقی و ترانه از جاشوا برایان کمپبل و سینتیا اریوو |
| بهترین تدوین صدا - فورد در برابر فراری - دونالد سیلوستر - جوکر - الن رابرت موری - ۱۹۱۷ - الیور تارنی و ریچل تیت - روزی روزگاری در هالیوود - ویلی استیتمن - جنگ ستارگان: خیزش اسکای‌واکر - متیو وود و دیوید آکورد | بهترین میکس صدا - ۱۹۱۷ - مارک تیلور و استوارت ویلسن - به‌سوی ستارگان - گری رایدستورم، تام جانسون و مارک اولانو - فورد در برابر فراری - پل ماشی، دیوید جیامارکو و استیو ای. مورو - جوکر - تام اوزانیچ، دین زوپانچیچ و تاد میتلند - روزی روزگاری در هالیوود - مایکل مینکلر، کریستین پی. مینکلرو مارک اولانو |
| بهترین طراحی صحنه - روزی روزگاری در هالیوود - طراحی تولید: باربارا لینگ؛ اجرای دکور: نانسی‌های - مرد ایرلندی - طراحی تولید: باب شاو؛ اجرای دکور: رجینا گراوس - خرگوش جوجو - طراحی تولید: را وینسنت; اجرای دکور: لی سندالز - ۱۹۱۷ - طراحی تولید: دنیس گسنر؛ اجرای دکور: لی سندالز - انگل - طراحی تولید: لی ها-جون؛ اجرای دکور: چو ون-وو | بهترین فیلم‌برداری - ۱۹۱۷ – راجر دیکینز - مرد ایرلندی – رودریگو پریتو - روزی روزگاری در هالیوود – رابرت ریچاردسون - فانوس دریایی – جرین بلاشکی - جوکر – لارنس شر |
| بهترین چهره‌پردازی و آرایش مو - بامب‌شل – کازو هیرو، آن مورگان و ویوین بیکر - جوکر – نیکی لدرمان و کی جیورجیو - جودی – جرمی وودهد - مالفیسنت: سردسته اهریمنان – پل گوچ، آرین تایتن و دیوید وایت - ۱۹۱۷ – نائومی دون، تریستن ورسلویس و ربکا کول | جایزه اسکار بهترین طراحی لباس - زنان کوچک – جکلین دورن - روزی روزگاری در هالیوود – آریان فیلیپس - جوکر – مارک بریجز - مرد ایرلندی – سندی پاول و کریستوفر پترسون - خرگوش جوجو – مایز سی. روبیو |
| بهترین تدوین - فورد در برابر فراری – اندرو بوکلند و مایکل مک‌کوسکر - مرد ایرلندی – تلما شونمیکر - انگل – یانگ بیمو - خرگوش جوجو – تام ایگلز - جوکر – جف گروث | بهترین جلوه‌های تصویری - ۱۹۱۷ – گیوم روشون، گرگ باتلر و دومینیک تویی - انتقام‌جویان: پایان بازی – دان دلیو، مت ایتکن، راسل ارل و دان سودیک - مرد ایرلندی – پابلو هلمن، لئوناردو استبکورینا، استفان گرابلی، و نلسون سپولودا - شیرشاه – رابرت لگاتو، آدام والدز، اندرو آر. جونز و الیوت نیومن - جنگ ستارگان: خیزش اسکای‌واکر – راجر گویه، نیل اسکانلان، پاتریک توباخ و دومینیک تویی                                                         |

### فیلم‌های بلند و پویانمایی بر پایه بخش نامزد شده
| تعداد نامزدی | فیلم                                        | بخش نامزد شده                                   | نتیجه    |
| ------------ | ------------------------------------------- | ----------------------------------------------- | -------- |
| ۱۱           | جوکر                                        | بهترین بازیگر نقش اول مرد (واکین فینیکس)        | برنده    |
| ۱۱           | جوکر                                        | بهترین موسیقی فیلم                              | برنده    |
| ۱۱           | جوکر                                        | بهترین فیلم                                     | نامزدشده |
| ۱۱           | جوکر                                        | بهترین کارگردانی (تاد فیلیپس)                   | نامزدشده |
| ۱۱           | جوکر                                        | بهترین فیلم‌نامه اقتباسی                         | نامزدشده |
| ۱۱           | جوکر                                        | بهترین تدوین صدا                                | نامزدشده |
| ۱۱           | جوکر                                        | بهترین میکس صدا                                 | نامزدشده |
| ۱۱           | جوکر                                        | بهترین فیلم‌برداری                               | نامزدشده |
| ۱۱           | جوکر                                        | بهترین چهره‌پردازی و آرایش مو                    | نامزدشده |
| ۱۱           | جوکر                                        | بهترین طراحی لباس                               | نامزدشده |
| ۱۱           | جوکر                                        | بهترین تدوین                                    | نامزدشده |
| ۱۰           | ۱۹۱۷                                        | بهترین میکس صدا                                 | برنده    |
| ۱۰           | ۱۹۱۷                                        | بهترین فیلم‌برداری                               | برنده    |
| ۱۰           | ۱۹۱۷                                        | بهترین جلوه‌های تصویری                           | برنده    |
| ۱۰           | ۱۹۱۷                                        | بهترین فیلم                                     | نامزدشده |
| ۱۰           | ۱۹۱۷                                        | بهترین کارگردانی (سم مندس)                      | نامزدشده |
| ۱۰           | ۱۹۱۷                                        | بهترین فیلم‌نامه غیراقتباسی                      | نامزدشده |
| ۱۰           | ۱۹۱۷                                        | بهترین موسیقی فیلم                              | نامزدشده |
| ۱۰           | ۱۹۱۷                                        | بهترین تدوین صدا                                | نامزدشده |
| ۱۰           | ۱۹۱۷                                        | بهترین طراحی صحنه                               | نامزدشده |
| ۱۰           | ۱۹۱۷                                        | بهترین چهره‌پردازی و آرایش مو                    | نامزدشده |
| ۱۰           | مرد ایرلندی                                 | بهترین فیلم                                     | نامزدشده |
| ۱۰           | مرد ایرلندی                                 | بهترین کارگردانی (مارتین اسکورسیزی)             | نامزدشده |
| ۱۰           | مرد ایرلندی                                 | بهترین بازیگر نقش مکمل مرد (آل پاچینو و جو پشی) | نامزدشده |
| ۱۰           | مرد ایرلندی                                 | بهترین فیلم‌نامه اقتباسی                         | نامزدشده |
| ۱۰           | مرد ایرلندی                                 | بهترین طراحی صحنه                               | نامزدشده |
| ۱۰           | مرد ایرلندی                                 | بهترین فیلم‌برداری                               | نامزدشده |
| ۱۰           | مرد ایرلندی                                 | بهترین طراحی لباس                               | نامزدشده |
| ۱۰           | مرد ایرلندی                                 | بهترین تدوین                                    | نامزدشده |
| ۱۰           | مرد ایرلندی                                 | بهترین جلوه‌های تصویری                           | نامزدشده |
| ۱۰           | روزی روزگاری در هالیوود                     | بهترین بازیگر نقش مکمل مرد (برد پیت)            | برنده    |
| ۱۰           | روزی روزگاری در هالیوود                     | بهترین طراحی صحنه                               | برنده    |
| ۱۰           | روزی روزگاری در هالیوود                     | بهترین فیلم                                     | نامزدشده |
| ۱۰           | روزی روزگاری در هالیوود                     | بهترین کارگردانی (کوئنتین تارانتینو)            | نامزدشده |
| ۱۰           | روزی روزگاری در هالیوود                     | بهترین بازیگر نقش اول مرد (لئوناردو دی‌کاپریو)   | نامزدشده |
| ۱۰           | روزی روزگاری در هالیوود                     | بهترین فیلم‌نامه غیراقتباسی                      | نامزدشده |
| ۱۰           | روزی روزگاری در هالیوود                     | بهترین تدوین صدا                                | نامزدشده |
| ۱۰           | روزی روزگاری در هالیوود                     | بهترین میکس صدا                                 | نامزدشده |
| ۱۰           | روزی روزگاری در هالیوود                     | بهترین فیلم‌برداری                               | نامزدشده |
| ۱۰           | روزی روزگاری در هالیوود                     | بهترین طراحی لباس                               | نامزدشده |
| ۶            | خرگوش جوجو                                  | بهترین فیلم‌نامه اقتباسی                         | برنده    |
| ۶            | خرگوش جوجو                                  | بهترین فیلم                                     | نامزدشده |
| ۶            | خرگوش جوجو                                  | بهترین بازیگر نقش مکمل زن (اسکارلت جوهانسون)    | نامزدشده |
| ۶            | خرگوش جوجو                                  | بهترین طراحی صحنه                               | نامزدشده |
| ۶            | خرگوش جوجو                                  | بهترین طراحی لباس                               | نامزدشده |
| ۶            | خرگوش جوجو                                  | بهترین تدوین                                    | نامزدشده |
| ۶            | زنان کوچک                                   | بهترین طراحی لباس                               | برنده    |
| ۶            | زنان کوچک                                   | بهترین فیلم                                     | نامزدشده |
| ۶            | زنان کوچک                                   | بهترین بازیگر نقش اول زن (سورشا رونان)          | نامزدشده |
| ۶            | زنان کوچک                                   | بهترین بازیگر نقش مکمل زن (فلورنس پیو)          | نامزدشده |
| ۶            | زنان کوچک                                   | بهترین فیلم‌نامه اقتباسی                         | نامزدشده |
| ۶            | زنان کوچک                                   | بهترین موسیقی فیلم                              | نامزدشده |
| ۶            | داستان ازدواج                               | بهترین بازیگر نقش مکمل زن (لورا درن)            | برنده    |
| ۶            | داستان ازدواج                               | بهترین فیلم                                     | نامزدشده |
| ۶            | داستان ازدواج                               | بهترین بازیگر نقش اول مرد (آدام درایور)         | نامزدشده |
| ۶            | داستان ازدواج                               | بهترین بازیگر نقش اول زن (اسکارلت جوهانسون)     | نامزدشده |
| ۶            | داستان ازدواج                               | بهترین فیلم‌نامه غیراقتباسی                      | نامزدشده |
| ۶            | داستان ازدواج                               | بهترین موسیقی فیلم                              | نامزدشده |
| ۶            | انگل                                        | بهترین فیلم                                     | برنده    |
| ۶            | انگل                                        | بهترین کارگردانی (بونگ جون-هو)                  | برنده    |
| ۶            | انگل                                        | بهترین فیلم‌نامه غیراقتباسی                      | برنده    |
| ۶            | انگل                                        | بهترین فیلم بین‌المللی (کره جنوبی)               | برنده    |
| ۶            | انگل                                        | بهترین طراحی صحنه                               | نامزدشده |
| ۶            | انگل                                        | بهترین تدوین                                    | نامزدشده |
| ۴            | فورد در برابر فراری                         | بهترین تدوین صدا                                | برنده    |
| ۴            | فورد در برابر فراری                         | بهترین تدوین                                    | برنده    |
| ۴            | فورد در برابر فراری                         | بهترین فیلم                                     | نامزدشده |
| ۴            | فورد در برابر فراری                         | بهترین میکس صدا                                 | نامزدشده |
| ۳            | بامب‌شل                                      | بهترین چهره‌پردازی و آرایش مو                    | برنده    |
| ۳            | بامب‌شل                                      | بهترین بازیگر نقش اول زن (شارلیز ترون)          | نامزدشده |
| ۳            | بامب‌شل                                      | بهترین بازیگر نقش مکمل زن (مارگو رابی)          | نامزدشده |
| ۳            | دو پاپ                                      | بهترین بازیگر نقش اول مرد (جاناتان پرایس)       | نامزدشده |
| ۳            | دو پاپ                                      | بهترین بازیگر نقش مکمل مرد (آنتونی هاپکینز)     | نامزدشده |
| ۳            | دو پاپ                                      | بهترین فیلم‌نامه اقتباسی                         | نامزدشده |
| ۳            | جنگ ستارگان: خیزش اسکای‌واکر                 | بهترین موسیقی فیلم                              | نامزدشده |
| ۳            | جنگ ستارگان: خیزش اسکای‌واکر                 | بهترین تدوین صدا                                | نامزدشده |
| ۳            | جنگ ستارگان: خیزش اسکای‌واکر                 | بهترین جلوه‌های تصویری                           | نامزدشده |
| ۲            | هریت                                        | بهترین بازیگر نقش اول زن (سینتیا اریوو)         | نامزدشده |
| ۲            | هریت                                        | بهترین ترانه                                    | نامزدشده |
| ۲            | سرزمین عسل                                  | بهترین فیلم بین‌المللی (مقدونیه شمالی)           | نامزدشده |
| ۲            | سرزمین عسل                                  | بهترین فیلم مستند                               | نامزدشده |
| ۲            | جودی                                        | بهترین بازیگر نقش اول زن (رنی زلوگر)            | برنده    |
| ۲            | جودی                                        | بهترین چهره‌پردازی و آرایش مو                    | نامزدشده |
| ۲            | درد و شکوه                                  | بهترین بازیگر نقش اول مرد (آنتونیو باندراس)     | نامزدشده |
| ۲            | درد و شکوه                                  | بهترین فیلم بین‌المللی (اسپانیا)                 | نامزدشده |
| ۲            | داستان اسباب‌بازی ۴                          | بهترین فیلم پویانمایی                           | برنده    |
| ۲            | داستان اسباب‌بازی ۴                          | بهترین ترانه                                    | نامزدشده |
| ۱            | روزی زیبا در محله                           | بهترین بازیگر نقش مکمل مرد (تام هنکس)           | نامزدشده |
| ۱            | ریچارد جول                                  | بهترین بازیگر نقش مکمل زن (کتی بیتس)            | نامزدشده |
| ۱            | چاقوکشی                                     | بهترین فیلم‌نامه غیراقتباسی                      | نامزدشده |
| ۱            | مالفیسنت: سردسته اهریمنان                   | بهترین چهره‌پردازی و آرایش مو                    | نامزدشده |
| ۱            | انتقام‌جویان: پایان بازی                     | بهترین جلوه‌های تصویری                           | نامزدشده |
| ۱            | راکت‌من                                      | بهترین ترانه                                    | برنده    |
| ۱            | خط‌شکنی                                      | بهترین ترانه                                    | نامزدشده |
| ۱            | فانوس دریایی                                | بهترین فیلم‌برداری                               | نامزدشده |
| ۱            | به‌سوی ستارگان                               | بهترین میکس صدا                                 | نامزدشده |
| ۱            | چگونه اژدهای خود را تربیت کنیم: دنیای پنهان | بهترین فیلم پویانمایی                           | نامزدشده |
| ۱            | بدنم را گم کردم                             | بهترین فیلم پویانمایی                           | نامزدشده |
| ۱            | کلاوس                                       | بهترین فیلم پویانمایی                           | نامزدشده |
| ۱            | حلقه گمشده                                  | بهترین فیلم پویانمایی                           | نامزدشده |
| ۱            | شیرشاه                                      | بهترین جلوه‌های تصویری                           | نامزدشده |
| ۱            | منجمد ۲                                     | بهترین ترانه                                    | نامزدشده |
| ۱            | بینوایان                                    | بهترین فیلم بین‌المللی (فرانسه)                  | نامزدشده |
| ۱            | بدن مسیح                                    | بهترین فیلم بین‌المللی (لهستان)                  | نامزدشده |

### فیلم‌هایی با چند اسکار
- انگل با ۴ جایزه اسکار
- ۱۹۱۷ با ۳ جایزه اسکار
- جوکر با ۲ جایزه اسکار
- روزی روزگاری در هالیوود با ۲ جایزه اسکار
- فورد در برابر فراری با ۲ جایزه اسکار